# Žutica
Žutica este o arie protejată (sit de importanță comunitară — SCI) din Croația întinsă pe o suprafață de 4.659,64 ha, integral pe uscat.

## Localizare
Centrul sitului Žutica este situat la coordonatele 45°37′33″N 16°25′52″E / 45.625742°N 16.431057°E.

## Înființare
Situl Žutica a fost declarat sit de importanță comunitară în iulie 2013 pentru a proteja 8 specii de animale.

## Biodiversitate
Situată în ecoregiunea continentală, aria protejată conține 4 habitate naturale: Păduri de stejar sau de stejar și carpen sub-atlantice și medio-europene de Carpinion betuli, Păduri aluvionare cu Alnus glutinosa și Fraxinus excelsior (Alno-Padion, Alnion incanae, Salicion albae), Lacuri eutrofice naturale cu vegetație de tip Magnopotamion sau Hydrocharition, Păduri mixte riverane de Quercus robur, Ulmus laevis și Ulmus minor, Fraxinus excelsior sau Fraxinus angustifolia, de-a lungul marilor râuri (Ulmenion minoris).
La baza desemnării sitului se află mai multe specii protejate:
- amfibieni (3): buhai de baltă cu burta roșie (Bombina bombina), Triturus carnifex, triton cu creastă dobrogean (Triturus dobrogicus)
- mamifere (2): castor (Castor fiber), vidră de râu (Lutra lutra)
- pești (2): țipar (Misgurnus fossilis), țigănuș (Umbra krameri)
- reptile (1): țestoasa de baltă (Emys orbicularis)

Pe lângă speciile protejate, pe teritoriul sitului au mai fost identificate 1 specie de plante, 1 specie de pești.